# Fedde de Jong
Fedde de Jong (Uitgeest, 13 juni 2003) is een Nederlands voetballer die als middenvelder voor SC Cambuur speelt.

## Carrière
Fedde de Jong speelde in de jeugd van FC Uitgeest en AZ, waar hij in 2019 een contract tot medio 2022 tekende. In 2020 maakte hij de overstap van de jeugd naar Jong AZ. Hij debuteerde voor Jong AZ in de Eerste divisie op 2 november 2020, in de met 1-1 gelijkgespeelde thuiswedstrijd tegen Telstar. Hij kwam in de 84e minuut in het veld voor Des Kunst. Een week eerder zat hij ook al bij het eerste elftal van AZ op de bank, in de met 2-2 gelijkgespeelde uitwedstrijd tegen ADO Den Haag.
De Jong maakte zijn debuut in het eerste elftal van AZ op 28 juli 2022 in de uitwedstrijd tegen Tuzla City in de tweede voorronde van de Conference League. De middenvelder viel in de 75e minuut in bij een stand van 0-3 en bepaalde de eindstand met een doelpunt in de 81e minuut op 0-4. Op 10 februari 2023 maakte De Jong in de gewonnen thuiswedstrijd tegen Excelsior Rotterdam zijn debuut in de Eredivisie. Op 11 maart 2023 maakte hij als rechtervleugelverdediger zijn basisdebuut in de gewonnen thuiswedstrijd tegen FC Groningen.
Medio 2023 maakte hij de overstap naar SC Cambuur.

## Clubstatistieken
| Seizoen                       | Club           | Land           | Competitie     | Competitie | Competitie | Beker | Beker | Totaal | Totaal |
| Seizoen                       | Club           | Land           | Competitie     | Wed.       | Dlp.       | Wed.  | Dlp.  | Wed.   | Dlp.   |
| ----------------------------- | -------------- | -------------- | -------------- | ---------- | ---------- | ----- | ----- | ------ | ------ |
| 2020/21                       | Jong AZ        | Nederland      | Eerste divisie | 17         | 1          | –     | –     | 52     | 1      |
| 2020/21                       | AZ             | Nederland      | Eredivisie     | 0          | 0          | 0     | 0     | 0      | 0      |
| 2021/22                       | Jong AZ        | Nederland      | Eerste divisie | 35         | 4          | -     | -     | 35     | 4      |
| 2021/22                       | AZ             | Nederland      | Eredivisie     | 0          | 0          | 0     | 0     | 0      | 0      |
| 2022/23                       | Jong AZ        | Nederland      | Eerste divisie | 0          | 0          | -     | -     | 0      | 0      |
| 2022/23                       | AZ             | Nederland      | Eredivisie     | 1          | 0          | 1     | 1     | 1      | 1      |
| Carrièretotaal                | Carrièretotaal | Carrièretotaal | Carrièretotaal | 52         | 0          | 1     | 1     | 53     | 6      |
| Bijgewerkt op 9 augustus 2022 |                |                |                |            |            |       |       |        |        |